# Синяк простой
Синя́к просто́й (лат. Echium simplex) — травянистое двулетнее растение рода Синяк (Echium) семейства Бурачниковые (Boraginaceae).
Английское название растения «Tower of jewels» - «башня драгоценностей».

## Распространение
Эндемик острова Тенерифе, в основном гор Macizo de Anaga.

## Морфология
Вырастает до 3 м высотой, требует большого количества солнца.
Это двулетнее растение. В течение первого года жизни вырастают плотные розетки листьев, на втором году жизни появляется соцветие высотой от 1 до 3 м. Венчики цветов чисто белого цвета. Растение цветёт с февраля по апрель.

## Использование человеком
Это растение используют, выращивая в садах как декоративное. Температура воды не должна быть ниже 5˚ С. 
Это одно из растений, используемых для пчеловодства, оно даёт большое количество пыльцы и нектара, по сравнению с другими цветами. 
Синяк простой даёт особый мёд, который может быть бесцветным или окрашенным в зависимости от цветка. Мёд получается очень гладким и может использоваться с другими продуктами.